# Bulbophyllum botryophorum
Bulbophyllum botryophorum là một loài phong lan thuộc chi Bulbophyllum.